# 포릿 남작 아서 포릿

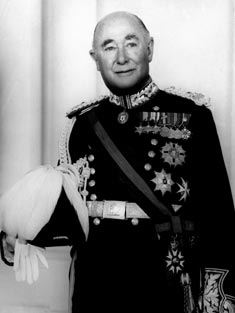

포릿 남작 아서 에스피 포릿(Arthur Espie Porritt, Baron Porritt, Bt, GCMG, GCVO, CBE, KStJ, FRCS, 1900년 8월 10일 – 1994년 1월 1일)는 뉴질랜드의 의사, 군의관(대령), 정치가 및 운동선수였다. 1924년 하계 올림픽 100m 단거리에서 동메달을 획득했다. 1967년부터 1972년까지 뉴질랜드의 제11대 총독을 역임했다.
그는 스포츠, 의학, 공직 등 다양한 분야에서 국제적으로 뛰어난 업적을 남긴 뉴질랜드의 선구자로 알려져있다. 그의 삶은 20세기 뉴질랜드의 성숙과 독립을 상징하며, 뉴질랜드와 영국 양국 역사에서 중요한 인물로 남아 있다.